# Tippeligaen 2007
La temporada 2007 de la Tippeligaen comenzó el 9 de abril de 2007 y terminó el 3 de noviembre de 2007.
El SK Brann se confirmó campeón en la jornada 24, debido a la derrota del Stabæk IF en el campo del Viking FK, lo que dejaba al Brann con siete puntos de ventaja a falta de dos partidos. El SK Brann consiguió su primer título desde 1963, el tercero en total. El Stabæk IF finalmente terminó segundo, lo que supone su mejor clasificación hasta ese momento.
El Sandefjord y el Start finalizaron en los últimos lugares, descendiendo de categoría. El puesto que obliga a disputar un partido de play-off, lo ocupó el Odd Grenland por segundo año consecutivo. Se enfrentó al FK Bodø/Glimt en eliminatoria a doble partido, perdiendo por un 4-2 global, con lo que también descendió.

## Clasificación final
J = Partidos jugados; G = Partidos ganados; E = Partidos empatados; P = Partidos perdidos; GF = Goles a favor; GC = Goles en contra; DG = Diferencia de goles; PTS = Puntos; C = Campeón; D = Descendido

## Resultados
Para leer esta tabla, el equipo de casa se muestra en la columna de la izquierda.
|              | SKB | FFK | LSK | LYN | ODD | RBK | SF  | STB | IKS | SIF | TIL | VIK | VIF | AAFK |
| ------------ | --- | --- | --- | --- | --- | --- | --- | --- | --- | --- | --- | --- | --- | ---- |
| Brann        | XXX | 2-2 | 3-1 | 3-1 | 4-0 | 3-2 | 1-0 | 3-0 | 2-2 | 3-1 | 2-1 | 5-2 | 4-1 | 2-1  |
| Fredrikstad  | 0-4 | XXX | 0-0 | 3-1 | 1-1 | 4-3 | 2-0 | 1-2 | 3-0 | 1-1 | 2-1 | 2-0 | 1-0 | 2-1  |
| Lillestrøm   | 1-5 | 3-0 | XXX | 3-1 | 1-1 | 4-1 | 1-1 | 1-1 | 1-0 | 2-0 | 0-3 | 4-1 | 0-1 | 7-0  |
| Lyn          | 6-0 | 0-0 | 0-4 | XXX | 3-1 | 2-1 | 3-0 | 3-2 | 4-1 | 1-0 | 4-3 | 2-3 | 3-1 | 0-0  |
| Odd Grenland | 0-2 | 2-0 | 0-1 | 2-0 | XXX | 1-2 | 4-0 | 1-5 | 2-0 | 0-1 | 0-1 | 1-3 | 1-4 | 3-0  |
| Rosenborg    | 3-0 | 1-1 | 1-1 | 3-0 | 4-1 | XXX | 2-0 | 3-0 | 4-1 | 1-2 | 4-3 | 4-2 | 2-0 | 2-2  |
| Sandefjord   | 2-3 | 2-2 | 0-2 | 3-1 | 0-2 | 1-2 | XXX | 2-3 | 1-3 | 0-1 | 2-1 | 4-1 | 1-3 | 3-0  |
| Stabæk       | 0-1 | 0-2 | 3-1 | 3-2 | 1-0 | 2-1 | 1-1 | XXX | 1-1 | 3-2 | 5-0 | 2-1 | 2-2 | 4-2  |
| Start        | 1-1 | 3-1 | 0-0 | 0-1 | 1-2 | 2-1 | 3-1 | 1-1 | XXX | 2-3 | 1-1 | 1-1 | 1-0 | 1-2  |
| Strømsgodset | 2-4 | 2-1 | 1-1 | 1-1 | 2-1 | 1-1 | 4-0 | 0-5 | 3-2 | XXX | 1-2 | 1-2 | 1-2 | 0-4  |
| Tromsø       | 3-0 | 4-1 | 2-1 | 2-1 | 2-4 | 2-1 | 2-1 | 0-1 | 1-1 | 2-2 | XXX | 2-1 | 1-0 | 0-2  |
| Viking       | 3-1 | 2-2 | 1-1 | 4-2 | 2-1 | 1-1 | 0-0 | 2-1 | 2-0 | 3-0 | 3-1 | XXX | 2-1 | 3-0  |
| Vålerenga    | 2-0 | 2-0 | 1-3 | 0-0 | 1-1 | 2-1 | 2-0 | 1-1 | 3-2 | 1-1 | 2-2 | 1-3 | XXX | 2-1  |
| Aalesund     | 2-1 | 3-3 | 1-3 | 3-1 | 2-1 | 1-2 | 4-1 | 1-4 | 2-4 | 3-2 | 2-3 | 0-2 | 1-0 | XXX  |

## Máximos goleadores
| Jugador                | Goles | Equipo      |
| ---------------------- | ----- | ----------- |
| Thorstein Helstad      | 22    | Brann       |
| Daniel Nannskog        | 19    | Stabæk      |
| Peter Ijeh             | 18    | Viking      |
| Veigar Páll Gunnarsson | 15    | Stabæk      |
| Steffen Iversen        | 13    | Rosenborg   |
| Morten Moldskred       | 12    | Tromsø      |
| Olivier Occean         | 12    | Lillestrøm  |
| Arild Sundgot          | 10    | Lillestrøm  |
| Morten Berre           | 9     | Vålerenga   |
| Tarik Elyounoussi      | 9     | Fredrikstad |
| Yssouf Koné            | 9     | Rosenborg   |

## Espectadores
| Equipo       | Estadio             | Capacidad | Total   | Media  | % de Capacidad |
| ------------ | ------------------- | --------- | ------- | ------ | -------------- |
| Lyn          | Ullevaal Stadion    | 25.572    | 99.614  | 7.663  | 30.0           |
| Vålerenga    | Ullevaal Stadion    | 25.572    | 179.869 | 13.836 | 54.1           |
| Rosenborg    | Lerkendal stadion   | 21.166    | 258.741 | 19.903 | 94.0           |
| Brann        | Brann stadion       | 17.824    | 225.033 | 17.310 | 97.1           |
| Viking       | Viking Stadion      | 16.600    | 205.999 | 15.846 | 95.5           |
| Start        | Sør Arena           | 14.563    | 145.812 | 11.216 | 77.0           |
| Fredrikstad  | Fredrikstad stadion | 12.800    | 153.370 | 11.798 | 92.2           |
| Lillestrøm   | Åråsen stadion      | 11.637    | 117.229 | 9.018  | 77.5           |
| Aalesund     | Color Line Stadion  | 10.720    | 136.178 | 10.475 | 97.7           |
| Odd Grenland | Skagerak Arena      | 8.930     | 75.294  | 5.792  | 64.9           |
| Sandefjord   | Komplett.no Arena   | 8.743     | 79.270  | 6.098  | 69.7           |
| Strømsgodset | Marienlyst stadion  | 8.500     | 88.496  | 6.807  | 80.0           |
| Tromsø       | Alfheim stadion     | 8.159     | 78.686  | 6.053  | 74.2           |
| Stabæk       | Nadderud stadion    | 6.950     | 72.410  | 5.570  | 80.1           |

| Total     | Media  | Partidos |
| --------- | ------ | -------- |
| 1.916.001 | 10.528 | 182      |

## Equipos ascendidos
Los siguientes dos equipos ascendieron desde la Adeccoligaen al principio de la temporada:
- Strømsgodset (campeón)
- Aalesund (automático)

## Equipos descendidos
Los siguientes equipos descendieron de la Tippeligaen al final de la temporada:
- Odd Grenland (tras el play-off)
- Start
- Sandefjord

## Play-off
| Fecha           | Anfitrión    | Resultado | Visitante    | Estadio               | Espectadores |
| --------------- | ------------ | --------- | ------------ | --------------------- | ------------ |
| 8 de noviembre  | Odd Grenland | 0-1       | Bodø/Glimt   | Skagerak Arena, Skien | 9.183        |
| 12 de noviembre | Bodø/Glimt   | 3-3       | Odd Grenland | Aspmyra, Bodø         | 6.364        |